# Aleksandrów Łódzki
Aleksandrów Łódzki er en by i voivodskabet Łódźsk (Województwo łódzkie) i det centrale Polen. Den har 22.148 (2021) indbyggere og ligger i powiaten Zgierz.

## Historie
Bosætningen opstod i omkring 1816 efter initiativ fra adelsmanden Rafał Bratoszewski. For at behage regeringen opkaldte han byen efter datidens tsar af Rusland Alexander 1. Det gav i 1822 bosætningen byrettigheder. Efter Bartoszewskis død i 1824 overgik byen til familien Kossowski.
Efter 1832 begyndte byen at forfalde økonomisk, på grund af stor konkurrence fra tekstilindustricentrene Łódź, Zgierz og Pabianice. Mod slutningen af 1800-tallet og begyndelsen af 1900-tallet opstod mange strikningsforretninger, og denne branche dominerer i byen den dag i dag. I 1869 blev byen frataget byrettighederne af regeringen i en periode på over 60 år. Den fik dem først tilbage i det frie Polen i 1924. Frem til 2. verdenskrig var Aleksandrów Łódzki også mødeplads for polsk, jødisk og tysk kultur.
1. 1 2  bdl.stat.gov.pl, hentet 4. oktober 2022 (fra Wikidata).